# Banned from the Bible
Banned from the Bible is een televisiedocumentaire van 90 minuten die The History Channel in 2003 voor het eerst uitzond. Het Amerikaanse televisienetwerk A&E Network (Arts and Entertainment Network) zorgde voor de productie.
Banned from the Bible gaat over de geschiedenis van geschriften die niet opgenomen werden in de Canon van de Bijbel (apocriefe boeken).

## Inhoud
Het programma op The History Channel belicht de canonvorming van het Nieuwe Testament als volgt: Toen de Kerk in de tweede eeuw na Christus een verzameling van gezaghebbende heilige geschriften samen wilde stellen, stuitte ze op een probleem: er bestonden honderden van dergelijke boeken. Sommige spraken elkaar bovendien tegen. Toen besloten was dat de gewilde verzameling ervan uit zou gaan dat Jezus zowel god als mens was (in tegenstelling tot opvattingen waarin hij als profeet of uitverkorene etc. gezien wordt) moest er nog een heel stel boeken uitgesloten worden van opname in de verzameling (de Bijbel). Banned from the Bible behandelt de inhoud van een aantal van die uitgesloten geschriften en vertelt over de reden waarom ze uit de Bijbel geweerd werden.

## Behandelde boeken
De tien werken die in Banned from the Bible besproken worden zijn:
- Boek van Adam en Eva
- Jubileeën
- Eerste boek van Henoch
- Kindheidsevangelie van Tomas
- Proto-Evangelie van Jacobus
- Nag Hammadigeschriften
- Evangelie van Maria Magdalena
- Evangelie van Nikodemus
- Apokalyps van Petrus
- Tweede Apokalyps van Petrus